# Hôtel de Chavagnac
L’hôtel de Chavagnac est un hôtel particulier situé à Moulins (Allier). Construit au XVIIe siècle et remanié au XVIIIe siècle, il a fait l'objet d'une restauration et d'un réaménagement important sous le Second Empire. Il tire son nom de la famille de Chavagnac, qui l'a possédé au XIXe siècle. Il est inscrit au titre des monuments historiques en 1987.

## Localisation

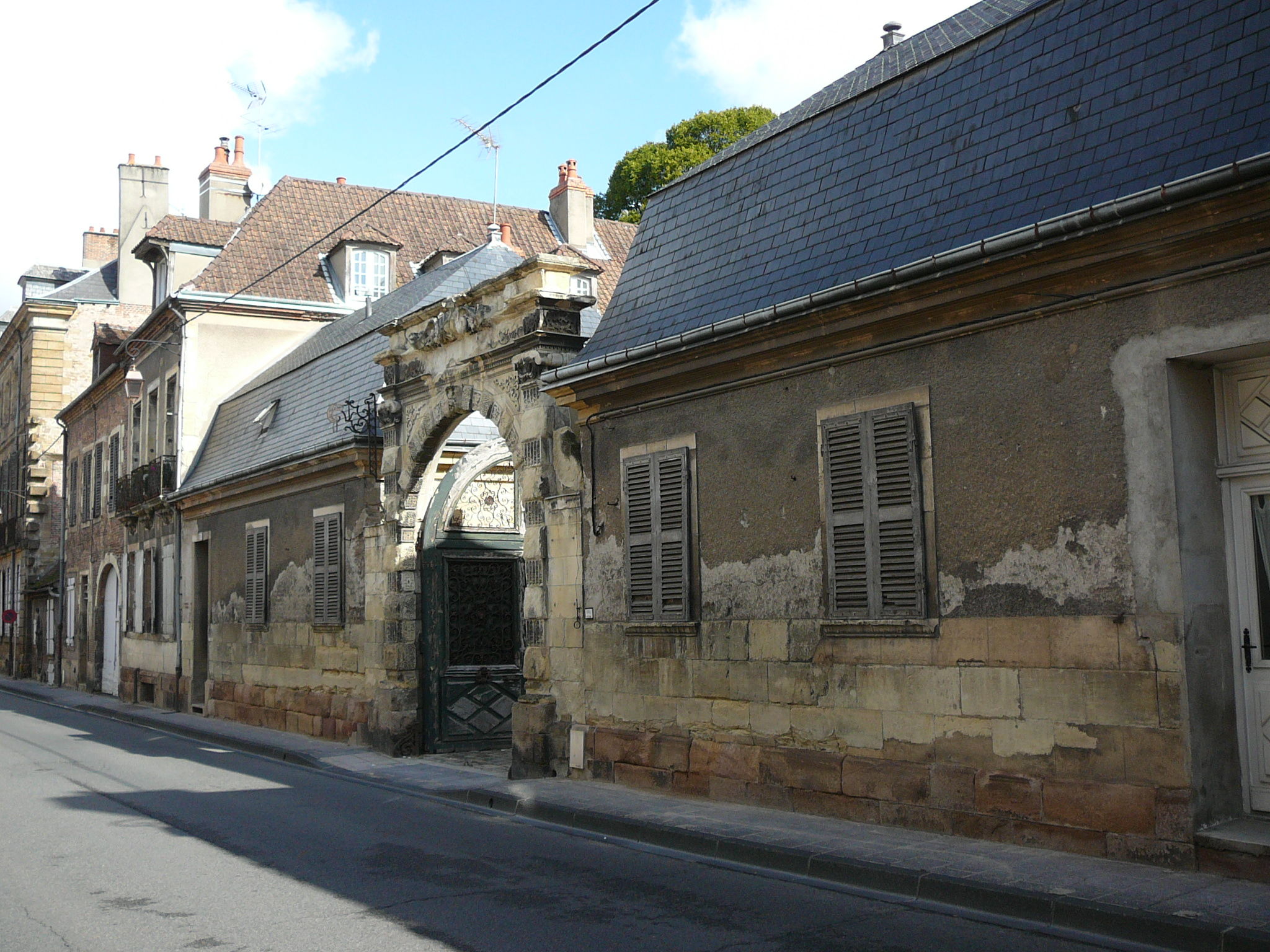
Portail et pavillons sur la rue de Paris

L'hôtel de Chavagnac est situé 32, rue de Paris à Moulins. La rue de Paris est la voie qui sort du centre ville en direction du nord vers Paris. Elle a été bordée dès le XVIIe siècle de bâtiments appartenant à des ordres religieux, comme le Collège des Jésuites de Moulins – aujourd'hui palais de justice – et le couvent de la Visitation – aujourd'hui lycée Banville – et d'hôtels particuliers, comme l'hôtel Dubuisson de Douzon, l'hôtel de la Feronnays, l'hôtel Héron et l'hôtel Vic de Pontgibaud.

## Description
L'hôtel de Chavagnac a une ordonnance classique entre cour et jardin. La cour ouvre sur la rue par un portail monumental, flanqué de deux pavillons ; le portail, qui date du XVIIe siècle, est encadré par deux pilastres à bossages vermiculés. La cour et le jardin sont reliés par un passage souterrain, auquel on accède par deux rampes.

## Historique

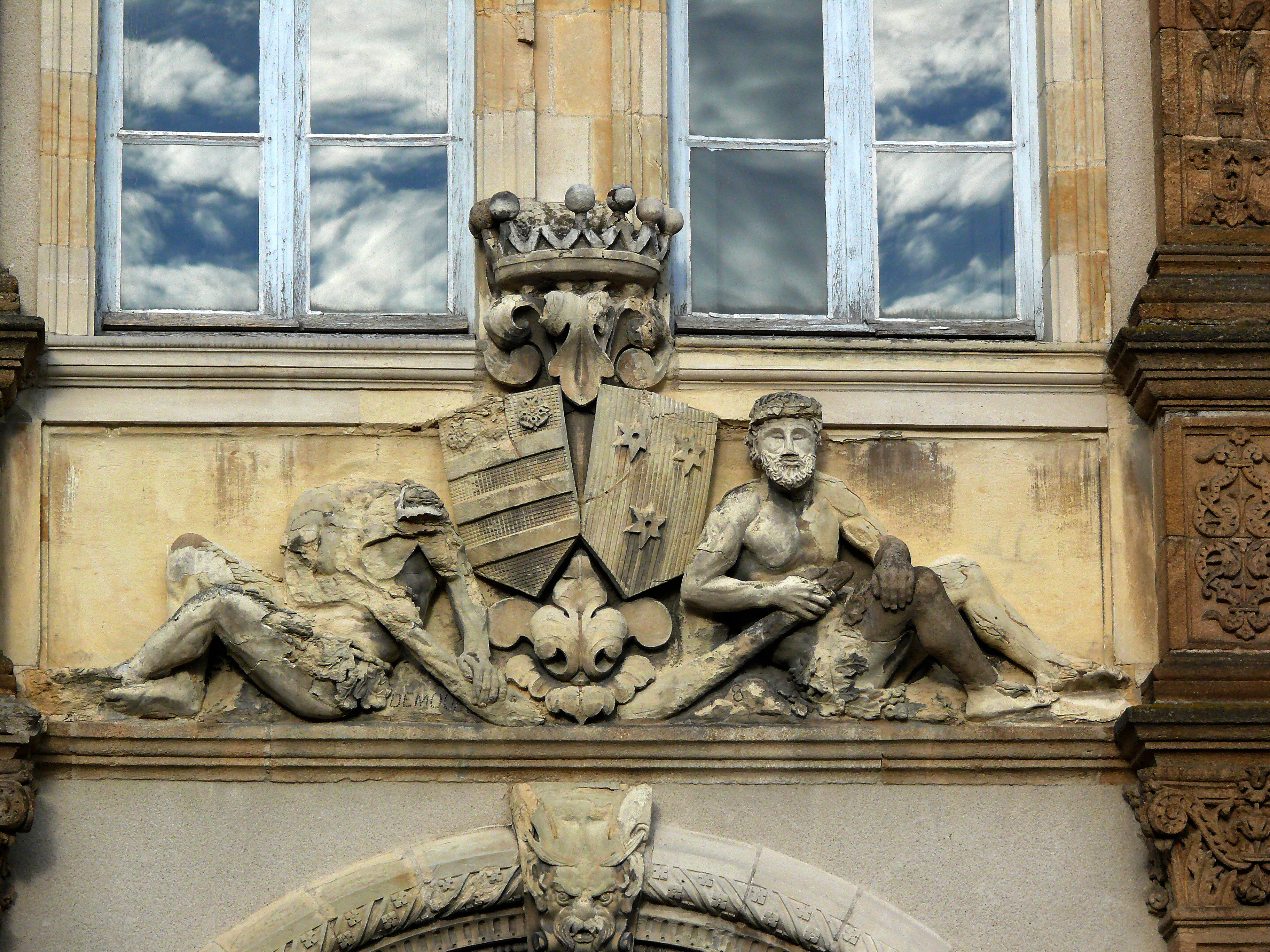
Armes des familles de Chavagnac et Devaulx de Chambord au-dessus de la porte d'entrée principale de l'hôtel

L'hôtel de Chavagnac a appartenu au XIXe siècle à une branche de la famille auvergnate de Chavagnac installée par mariage en Bourbonnais. Les Chavagnac ont, sous le Second Empire, entrepris la restauration de l'hôtel ; plusieurs pièces, dont les salons, conservent un décor de cette époque. Au-dessus de l'entrée principale donnant sur la cour figurent les armoiries en haut relief de cette famille, présentant les armes des Chavagnac associées aux armes des Devaulx de Chambord, alliés à deux reprises aux Chavagnac.
L'édifice a été inscrit comme monument historique par arrêté du 12 février 1987.

## Protection
Éléments protégés : le portail et les communs donnant sur la rue, le logis principal avec plusieurs éléments de son décor intérieur (escalier, vestibule, antichambre, grand salon, petit salon de style rocaille), pavillon de jardin.